# Rua do Comércio, 2
O Edifício na Rua do Comércio nº 2, em Santa Leopoldina, é um bem cultural tombado pelo Conselho Estadual de Cultura do Espírito Santo, inscrição no Livro do Tombo Histórico sob o nº 32 a 68, folhas 4v a 7v.

## Importância
No livro "Arquitetura: Patrimônio Cultural do Espírito Santo", publicado pela Secretaria de Cultura do Espírito Santo em 2009, o edifício é descrito como uma "construção do final do século XIX". Faz parte de um conjunto de casas na mesma rua, em Santa Leopoldina, construídas no mesmo período. Sua descrição é: "o edifício possui volumetria de base quadrada desenvolvida em um pavimento sobre porão habitável. A residência, propriamente, é acessada por escada erguida em alvenaria e protegida por guarda-corpo em ferro, de posição centralizada em relação à fachada frontal. Internamente, a articulação dos ambientes da casa está originalmente organizada a partir de uma sala para a qual se abrem portas de numerosos quartos, uma reminiscência de seu uso como pouso de parada para viajantes, gerenciado por Clementino Bermudes. Implantado segundo padrão moderno, isolado em relação aos limites do terreno, o edifício apresentava suas quatro fachadas livres e marcadas pela sequência de grandes vãos de janela fechados por esquadrias em veneziana de madeira e vidro. O volume está ressaltado pela cobertura configurada por quatro planos de mesma dimensão, vedados por telhas francesas de barro".

## Tombamento
O edifício foi objeto de um tombamento de patrimônio cultural pelo Conselho Estadual de Cultura, de número 05, em 30 de julho de 1983, Inscr. nº 32 a 68, folhas 4v a 7v. O processo de tombamento inclui quase quarenta imóveis históricos de Santa Leopoldina. No ato de tombamento, é listado como proprietário Hervim Grones.
O tombamento desse edifício e outros bens culturais de Santa Leopoldina foi principalmente decorrente da resolução número 01 de 1983, em que foram aprovadas normas sobre o tombamento de bens de domínio privado, pertencentes a pessoas naturais ou jurídicas, inclusive ordens ou instituições religiosas, e de domínio público, pertencentes ao Estado e Municípios, no Espírito Santo. Nessa norma foi estabelecido que, entre outros pontos:
- "O tombamento de bens se inicia por deliberação do CEC “ex-offício”, ou por provocação do proprietário ou de qualquer pessoa, natural ou jurídica, e será precedido, obrigatoriamente, de processo", ponto 3;
- "Em se tratando de bem(s) pertencente(s) a particular(es), cujo tombamento tenha caráter compulsório, e aprovado o tombamento, o Presidente do CEC expedirá a notificação de que trata o artigo 5°. I do Decreto n° 636-N, de 28.02.75, ao interessado que terá o prazo de 15(quinze) dias, a contar do seu recebimento, para anuir ou impugnar o tombamento", ponto 12.[3]

As resoluções tiveram como motivador a preservação histórico-cultural de Santa Leopoldina contra a especulação imobiliária, que levou à destruição de bens culturais à época.

## Localização
O edifício está atualmente localizado na mesma rua no número 1394.